# کوکوی خاوری
کوکوی خاوری یا کوکوی هورسفیلد (نام علمی: Cuculus optatus) پرنده‌ای وابسته به سردۀ Cuculus از خانوادۀ کوکویان است. قبلاً به عنوان زیرگونه‌ای از کوکوی هیمالیایی (نام علمی: C. saturatus) رده‌بندی می‌شد و نام «کوکوی خاوری» برای گونه‌های ترکیبی آن استفاده می‌شد. تفاوت در صدا و اندازه نشان می‌دهد که باید به عنوان یک گونه جداگانه در نظر گرفته شود.  نام دوجمله‌ای Cuculus horsfieldi اغلب به جای Cuculus optatus استفاده می‌شود، اما اکنون معمولاً به عنوان مترادف خفیف در نظر گرفته می‌شود. 

## نگارخانه

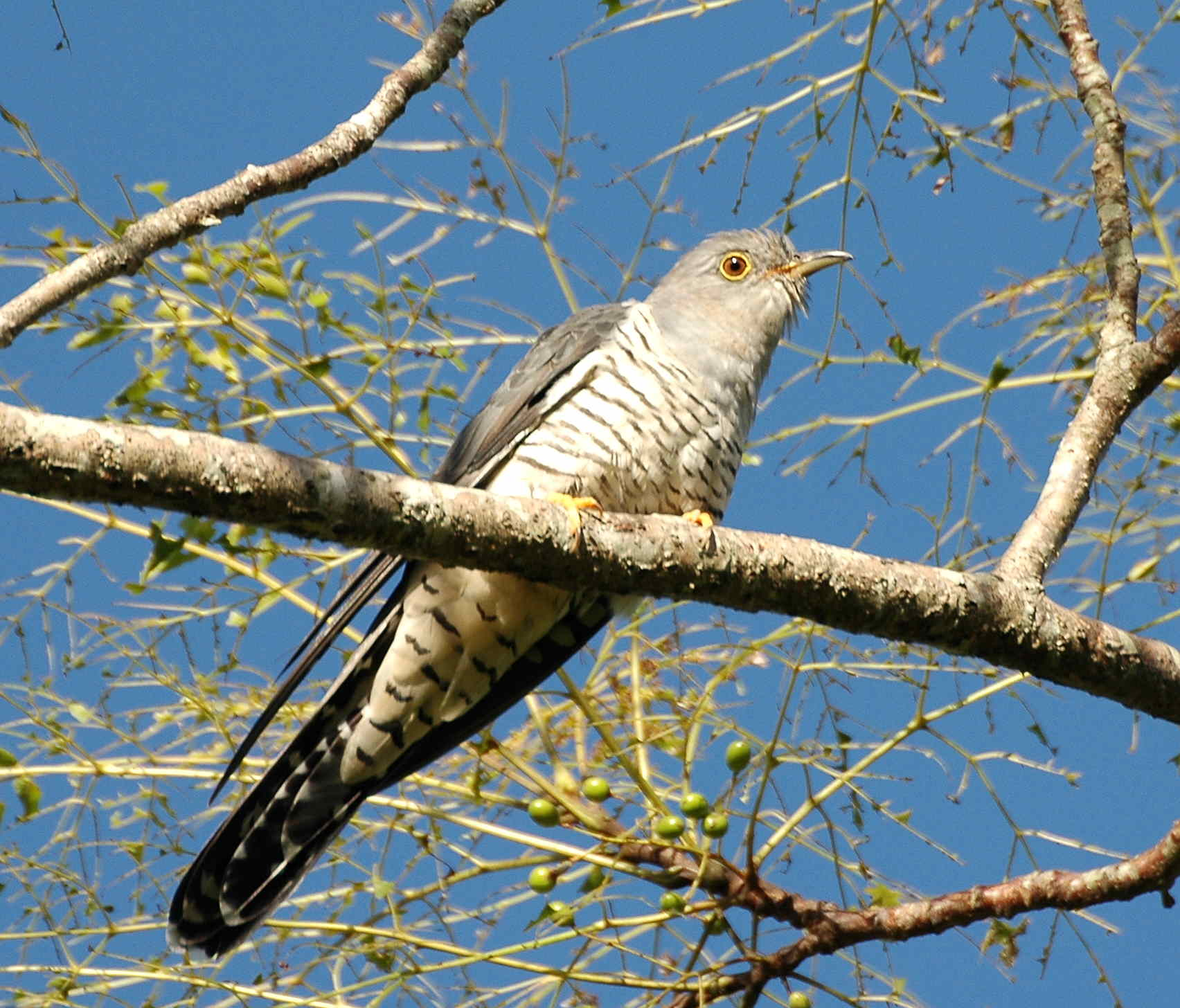
کوکوی خاوری در پارک ملی ماجلا، جنوب شرق کوئینزلند، استرالیا
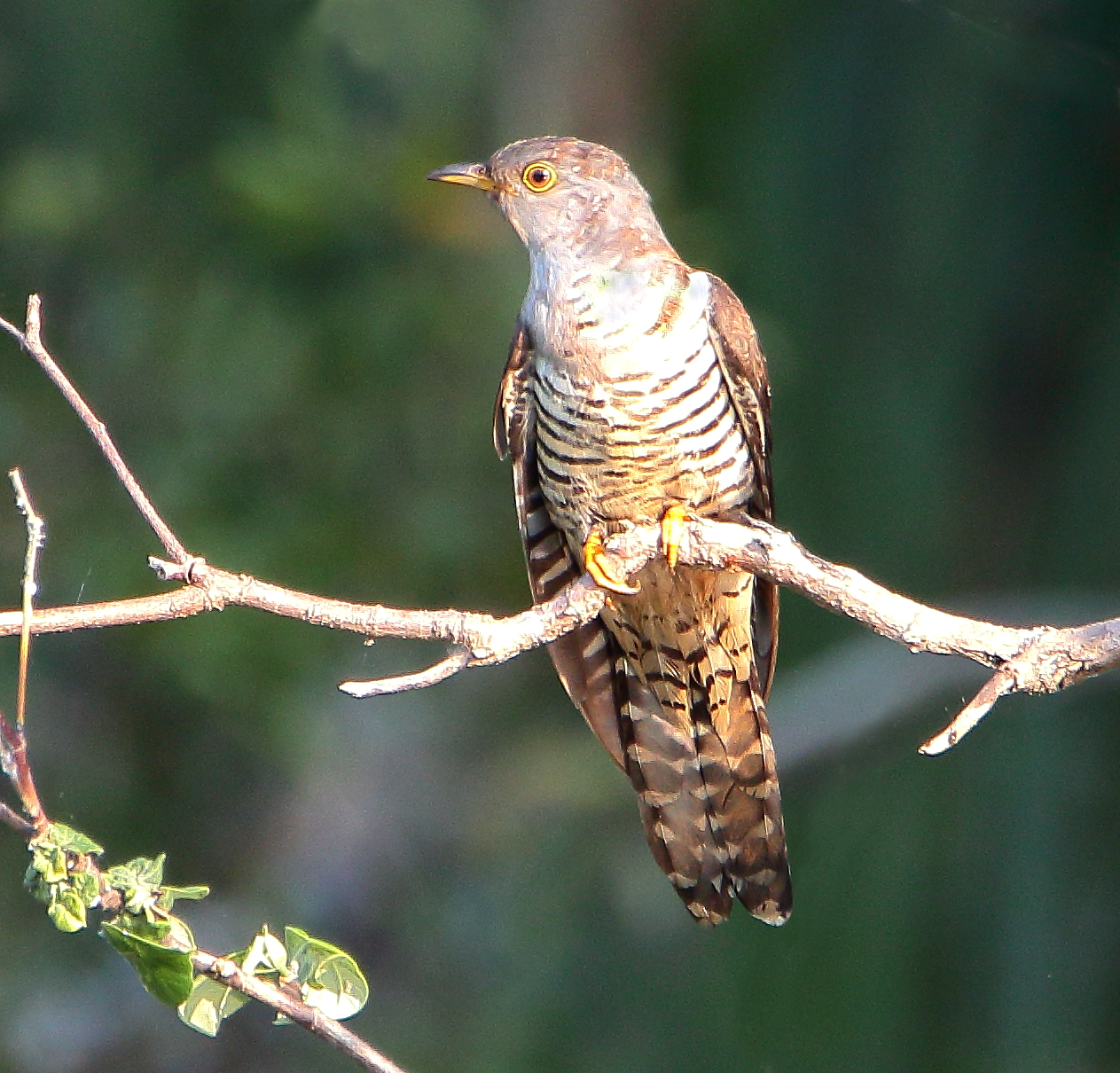
کوکوی خاوری در کنز، کوئینزلند، استرالیا